# 焦海智
焦海智（610年—681年），字巨源，陇西郡南安县（今甘肃省定西市陇西县东南）人，唐朝官员。

## 生平
贞观二年（628年）左右，焦海智虚龄十八岁时参军，以太子左卫率翊卫为起家官，又被选任左羽林军飞骑。贞观十八年（644年），唐太宗东征高句丽，焦海智跟随出征。贞观十九年（645年）二月，焦海智随唐太宗参与驻跸山之战，因功加上骑都尉。龙朔元年（661年），焦海智加游击将军，出任左屯卫隰州双池府左果毅都尉，袭封括苍县开国男，食邑三百户。龙朔元年（661年）五月，焦海智随辽东道大总管契苾何力再次讨伐高句丽，返回后焦海智因功升任上轻车都尉。焦海智又出任周王李显府右账内典军，又改任沛王李贤府左账内典军，加游骑将军，很快转任太子右卫率翊府中郎将，又转任太子右监门率，又別敕加宁远将军，仍然担任右监门率。调露二年（680年），明崇俨被人杀死，武则天认为是李贤所为，于是李贤被废为庶人。永隆元年八月二十三日（680年9月21日），焦海智也受到牵连被贬官为左骁卫安州都督义安府左果毅都尉，勋封如故。焦海智在安州宽猛相济，得到士兵的人心。永隆二年（681年），焦海智送兵到南郑，在途中患病去世，虚岁七十二，永淳元年岁次壬午九月辛卯朔十二日壬寅（683年10月7日）归葬于同州下邽县晋平原之里。

## 墓志
焦海智的墓志全名《大唐故寧遠將軍太子右監門率府副率上輕車都尉括蒼縣開國男食邑三百戶改授左驍衛安州都督義安府左果毅都尉焦府君墓誌銘并序》，由朝散大夫守安州都督府司马博陵阎慎从撰写。2011年藏于西安大唐西市博物馆。墓志高86厘米、宽86.5厘米、厚12.5厘米，铭文36行，行38字，楷书，四侧蔓草纹。盝顶盖，盖高86厘米、宽86厘米、厚9厘米，铭文3行、行3行，阳刻篆书，四杀蔓草纹饰。

## 其他
焦海智曾祖焦建所赐姓独如氏不见于《周书》记载，陕西师范大学研究生单敏认为独如氏可能是豆卢氏的另一种音译。
焦海智墓志末尾罗列了焦海智告身目录十七件，分别是三品孙告身一、翊卫告身二、副队正告身一、队正告身一、旅帅告身一、校尉告身一道、果毅告身二、典军告身二道、中郎告身一、率告身一道、率加阶告身一、建节告身一、上轻车告身一、括苍县开国男告身一道。焦海智是从祖父门荫入仕的，“三品孙告身”就是证明，然后成为“三卫”的卫士，从府兵的副队长开始成为官员，一级级上升，最后成为开国县男（从五品），永隆二年（681年)去世。这份告身清单意义重大，证明连加阶这种行为都有具体告身，足见唐代告身制度的详密。荣新江、沈睿文等认为，这些告身都应有对应的纸质告身。

## 家庭

### 曾祖
- 焦建，北周上大将军、益昌县开国公，周孝闵帝初年赐姓独如氏[1]

### 祖父
- 焦长卿，隋朝上大将军、开府仪同三司、使持节、海州刺史、海州诸军事、上柱国、益昌县开国公，隋初复姓焦氏[1]

### 父亲
- 焦儒彦，焦长卿第四子，唐朝左十府车骑将军、左武卫丰谷府右别将、上骑都尉、括苍县开国男，食邑三百户[1]

### 夫人
- 南阳张氏，封正平县君[1]

### 子女
- 焦思庆[1]